# Whiteochloa airoides
Whiteochloa airoides là một loài thực vật có hoa trong họ Hòa thảo. Loài này được (R.Br.) Lazarides miêu tả khoa học đầu tiên năm 1978.